# Bernd Hölzenbein
Bernd Hölzenbein, född 9 mars 1946 i Dehrn i Runkel, Hessen, död 15 april 2024, var en tysk fotbollsspelare som spelade för Västtyskland under sin aktiva karriär.

## Karriär
1967–1981 spelade Hölzenbein 420 matcher för Eintracht Frankfurt i Bundesliga och blev tysk cupvinnare 1974, 1975 och 1981 samt Uefacupen-vinnare 1980. Hans 160 Bundesligamål är klubbrekord i Eintracht Frankfurt. Hölzenbein lämnade Frankfurt 1981 och skrev på för Fort Lauderdale Strikers där Gerd Müller spelade.
Han spelade 40 landskamper och gjorde 5 mål för Västtyskland 1973–1978. I hemma-VM 1974, där han spelade i ett tremannaanfall tillsammans med Gerd Müller och Jürgen Grabowski, var han med om att föra sitt land till sitt andra VM-guld. I finalen mot Nederländerna blev han fälld i straffområdet, varpå Paul Breitner kunde slå in den efterföljande straffsparken. Hölzenbein var även med i VM i Argentina 1978 samt EM 1976. I EM-finalen mot Tjeckoslovakien 1976 gjorde han kvitteringsmålet till 2–2 i 89:e minuten, men Tjeckoslovakien segrade i straffsparksläggningen.